# 卡斯泰利里
卡斯泰利里（義大利語：Castelliri），是意大利弗罗西诺内省的一个市镇。总面积15.51平方公里，人口3545人，人口密度228.6人/平方公里（2009年）。ISTAT代码为060020。